# Scene di strada 1970
Scene di strada 1970 (Street Scenes) è un film documentario del 1970 diretto da Martin Scorsese, con Harvey Keitel.
Negli Stati Uniti uscì il 14 settembre 1970 e venne presentato al New York Film Festival.

## Trama
Nella primavera del 1970, le proteste contro la guerra del Vietnam riguardarono l'area di Wall Street, a New York. Una manifestazione globale contro la guerra ebbe luogo a Washington, dove un gruppo di studenti della New York University decisero di filmare ciò che stava accadendo. Il risultato dell'esperimento è una miscela di immagini di protesta e violenza ed una conversazione spontanea tra Martin Scorsese, l'amico Harvey Keitel, Jay Cocks e Verna Bloom, che si trovano frustati e perplessi dagli eventi che la protesta sta generando.